# Kaninfiskar
Kaninfiskar (Siganidae) är en familj i ordningen abborrartade fiskar med cirka 26 arter. Familjen är monotypisk med ett enda släkte, Siganus.
Dessa fiskar är vanligen 20 till 25 cm långa och de största exemplaren når en längd av 40 cm.
Arterna förekommer i Indiska oceanen, västra Stilla havet och några randhav. Två av arterna Siganus luridus och Siganus rivulatus har migrerat till Medelhavet från Röda havet sedan Suezkanalens öppnande. 
Arterna har alger som föda. Hos några arter bildar individerna fiskstim. Äggläggningen sker i det öppna havet.
För det vetenskapliga namnet finns två förklaringar. Det kommer antingen från det latinska ordet siganus (kaninfisk) eller från ortsbeteckningen sidian (Röda havet och delar av Indiska oceanen).

## Arter
Arter enligt Catalogue of Life:
- Siganus argenteus
- Siganus canaliculatus
- Siganus corallinus
- Siganus doliatus
- Siganus fuscescens
- Siganus guttatus
- Siganus javus
- Siganus labyrinthodes
- Siganus lineatus
- Siganus luridus
- Siganus magnificus
- Siganus niger
- Siganus puelloides
- Siganus puellus
- Siganus punctatissimus
- Siganus punctatus
- Siganus randalli
- Siganus rivulatus
- Siganus spinus
- Siganus stellatus
- Siganus sutor
- Siganus trispilos
- Siganus unimaculatus
- Siganus uspi
- Siganus vermiculatus
- Siganus virgatus
- Siganus woodlandi
- rävhuvudfisk